# サブリ・キチマリ
サブリ・キチマリ（アルバニア語: Sabri Kiçmari、1967年9月14日- ）は、コソボの外交官、元民族解放運動家。ユーゴスラビア社会主義連邦共和国セルビア社会主義共和国コソボ・メトヒヤ自治州（現・コソボ共和国）ポドゥイェヴァ（現・ベシアナ）出身。ウィーン常駐の在オーストリア大使やキャンベラ常駐の在オーストラリア大使兼在ニュージーランド大使兼在バヌアツ大使、外務省次長、外務大臣補佐官を経て、2022年より駐日大使を務めている。

## 人物
1967年9月14日、キチマリはユーゴスラビア社会主義連邦共和国セルビア社会主義共和国コソボ・メトヒヤ自治州（現・コソボ共和国）ポドゥイェヴァ（現・ベシアナ）に生まれる。初等教育を地元ポドゥイェヴァの小学校で、中等教育をプリシュティナのアリ・ソコリ医療センター（アルバニア語: Qendra Mjekësore „Ali Sokoli“）で修めた。
1981年にコソボで抗議運動が起こるとキチマリは秘密裏に運動を支援したが、この支援活動が時の政権に露見して彼は当時まだ14歳であったにもかかわらず投獄された。1988年9月には、セルビアによる強権的なコソボ支配に対して反抗的であることを理由にベオグラードから指名手配され、地下に潜ることを余儀なくされた。その後も彼は潜伏して反セルビア運動を継続していたが、1989年5月30日のデモ行進で同志アリ・アイエティが治安当局に殺害されると、生き残った他の同志と共にドイツ連邦共和国（当時の西ドイツかつ現在の統一ドイツ）に亡命した。
1994年にキチマリはライン・フリードリヒ・ヴィルヘルム大学ボン（ボン大学）に入学したが、学業に専念することは叶わず、遂に1998年2月、セルビア軍やセルビア警察がコソボのアルバニア系住民を虐殺、強姦する民族浄化が始まった（コソボ紛争）。
学業中断を経て、2000年にキチマリはボン大学を卒業した。2001年12月12日、ボン大学で政治哲学の修士号を取得した。国際連合コソボ暫定行政ミッション（UNMIK）とコソボ治安維持部隊（KFOR）がコソボを統治していた2006年3月、プリシュティナ大学哲学部の講師となる。 2007年6月12日、ボン大学の博士論文審査に合格した。

## 外交経歴
コソボ解放戦争中の1998年10月、キチマリはコソボ解放軍の外交代表に任命された。1999年4月にはウィーンの在オーストリアコソボ臨時政府外交代表に任命され、学業をなげうって戦争終結まで事実上の外交官職務を遂行した。
2008年2月17日、UNMIKとKFORの統治下にあったコソボが独立を宣言。コソボを主権国家コソボ共和国と承認した国家との間では、キチマリを含む外交活動従事者が名実ともに外交官として扱われることなった。
2008年10月から2009年10月にかけて、ウィーン常駐の在オーストリアコソボ大使館臨時代理大使。2009年10月から2013年11月にかけて、ウィーン常駐の在オーストリアコソボ大使館特命全権大使。
2013年12月から2018年6月にかけて、キャンベラ常駐の在オーストラリアコソボ大使館特命全権大使。うち2014年11月以降は非常駐の在ニュージーランド大使を、2016年8月以降は非常駐の在バヌアツ大使を兼任した。
2018年6月から12月にかけて外務省次長。2020年2月から6月にかけて外務大臣補佐官。
2022年1月より、駐日コソボ大使館特命全権大使。うち2022年9月以降は非常駐の在マーシャル諸島大使を、2023年4月以降は非常駐の在ツバル大使を兼任している。

## 著作
- “History Continues: Three Models of the Continuation of History,” Palgrave Macmillan（英語版）, 2022 ISBN 978-9811984013